# ديبورا جي. روس
ديبورا جي. روس (بالإنجليزية: Deborah J. Ross)‏ (15 أبريل 1947، كوينز في الولايات المتحدة)؛ كاتِبة وروائية أمريكية.